# Down for Whatever
Singles de Kelly Rowland
Lay It on Me
(2011) Summer Dreaming 2012
(2012)
Singles par The WAV.s
I Like How It Feels
(2011)
Down for Whatever est une chanson d'eurodance de la chanteuse américaine Kelly Rowland avec The WAV.s. Extrait de l'album Here I Am, le single sort sous le label Universal Motown Universal Music. Down for Whatever est écrit par RedOne, Teddy Sky, Jimmy Joker, Bilal Hajji, produit RedOne, Jimmy Joker, The WAV.s.

## Liste des pistes
- CD single

1. Down for Whatever (Album Version) – 3:55
2. Down for Whatever (Max Sanna & Steve Pitron Remix - Edit) – 4:00

- Téléchargement digital[2]

1. Down for Whatever (Album Version) – 3:53
2. Down for Whatever (True Tiger Remix) – 3:56
3. Down for Whatever (Max Sanna & Steve Pitron Remix - Edit) – 3:59
4. Down for Whatever (DJ Chuckie Remix) – 3:50

## Crédits et personnels
- RedOne – auteur-compositeur, réalisateur artistique, enregistrement, ingénierie du son, instrumentation, programmation et arrangement vocal
- Teddy Sky – auteur-compositeur
- Jimmy Joker – auteur-compositeur, réalisateur artistique, instrumentation et programmation
- Bilal "The Chef" Hajji – auteur-compositeur
- The WAV.s – producteur, instrument et programmation
- AJ Junior – enregistrement, ingénierie du son
- Trevor Muzzy –  enregistrement, ingénierie du son et mix
- Chris Gehringer – mastering

Crédits extraits des notes de l'album Here I Am.

## Classement hebdomadaire
| Classement (2011)               | Meilleure position |
| ------------------------------- | ------------------ |
| Allemagne (Media Control AG)    | 31                 |
| Belgique (Flandre Ultratip 100) | 60                 |
| Écosse (OCC)                    | 5                  |
| Irlande (IRMA)                  | 16                 |
| Royaume-Uni (UK Dance Chart)    | 3                  |
| Royaume-Uni (UK Singles Chart)  | 6                  |
| Slovaquie (IFPI Rádio)          | 28                 |
| Suisse (Schweizer Hitparade)    | 62                 |

## Historique de sortie
| Pays             | Date              | Format                 | Label            |
| ---------------- | ----------------- | ---------------------- | ---------------- |
| Royaume-Uni      | 12 septembre 2011 | Radio airplay          | Universal Motown |
| Australie        | 26 octobre 2011   | Téléchargement digital | Universal Motown |
| Nouvelle-Zélande | 26 octobre 2011   | Téléchargement digital | Universal Motown |
| Australie        | 31 octobre 2011   | Radio diffusion        | Universal Motown |
| Allemagne        | 4 novembre 2011   | Téléchargement digital | Universal Motown |
| Autriche         | 4 novembre 2011   | Téléchargement digital | Universal Motown |
| Irlande          | 18 novembre 2011  | Téléchargement digital | Universal Motown |
| Norvège          | 18 novembre 2011  | Téléchargement digital | Universal Motown |
| Suisse           | 18 novembre 2011  | Téléchargement digital | Universal Motown |
| Belgique         | 20 novembre 2011  | Téléchargement digital | Universal Motown |
| Finlande         | 20 novembre 2011  | Téléchargement digital | Universal Motown |
| Italie           | 20 novembre 2011  | Téléchargement digital | Universal Motown |
| Luxembourg       | 20 novembre 2011  | Téléchargement digital | Universal Motown |
| Portugal         | 20 novembre 2011  | Téléchargement digital | Universal Motown |
| Royaume-Uni      | 20 novembre 2011  | Téléchargement digital | Universal Motown |
| Espagne          | 21 novembre 2011  | Téléchargement digital | Universal Motown |
| Singapour        | 21 novembre 2011  | Téléchargement digital | Universal Motown |
| Allemagne        | 2 décembre 2011   | CD single              | Universal Motown |